# 西南萱草
西南萱草（学名：Hemerocallis forrestii）为萱草科萱草属的植物，为中国的特有植物。分布在中国大陆的云南、四川等地，生长于海拔2,300米至3,200米的地区，一般生长在松林下以及草坡上，目前尚未由人工引种栽培。